# Teorema multinomial
Em matemática, o teorema multinomial, polinômio de Leibnitz, polinômio de Leibniz ou fórmula do multinômio de Newton é uma generalização do binômio de Newton.

## Teorema
{\displaystyle (x_{1}+x_{2}+\cdots +x_{m})^{n}=\sum _{k_{1},k_{2},\ldots ,k_{m}}{n \choose k_{1},k_{2},\ldots ,k_{m}}x_{1}^{k_{1}}x_{2}^{k_{2}}\cdots x_{m}^{k_{m}}.}
A soma é feita sobre todas as possibilidades de índices inteiros não negativos k1 até km tais que {\displaystyle \sum _{i=1}^{m}{k_{i}}=n}.
Os coeficientes multinomiais são definidos como:
{\displaystyle {n \choose k_{1},k_{2},\ldots ,k_{m}}={\frac {n!}{k_{1}!\,k_{2}!\cdots k_{m}!}}.}

## Trinômio de Newton
A potência arbitrária de um trinômio pode ser obtida por um caso particular da fórmula do multinômio de Newton:
{\displaystyle (a+b+c)^{n}=\sum _{k=0}^{n}\sum _{p=0}^{k}{\frac {n!}{(n-k)!(k-p)!p!}}a^{n-k}b^{k-p}c^{p}}
Onde {\displaystyle a}, {\displaystyle b} e {\displaystyle c} são números reais e n é um número natural.

### Exemplo
Seja {\displaystyle n=3}, então temos
{\displaystyle (a+b+c)^{3}=a^{3}+b^{3}+c^{3}+3a^{2}b+3a^{2}c+3b^{2}a+3b^{2}c+3c^{2}a+3c^{2}b+6abc.}
Isso pode ser calculado usando a propriedade distributiva da multiplicação sobre a adição, mas também pode ser feito (talvez mais facilmente) com o teorema multinomial. É possível descobrir os coeficientes multinomiais dos termos usando a fórmula do coeficiente multinomial. Por exemplo:
{\displaystyle a^{2}b^{0}c^{1}} tem o coeficiente {\displaystyle {3 \choose 2,0,1}={\frac {3!}{2!\cdot 0!\cdot 1!}}={\frac {6}{2\cdot 1\cdot 1}}=3.}
{\displaystyle a^{1}b^{1}c^{1}} tem o coeficiente  {\displaystyle {3 \choose 1,1,1}={\frac {3!}{1!\cdot 1!\cdot 1!}}={\frac {6}{1\cdot 1\cdot 1}}=6.}